# حق الحياة

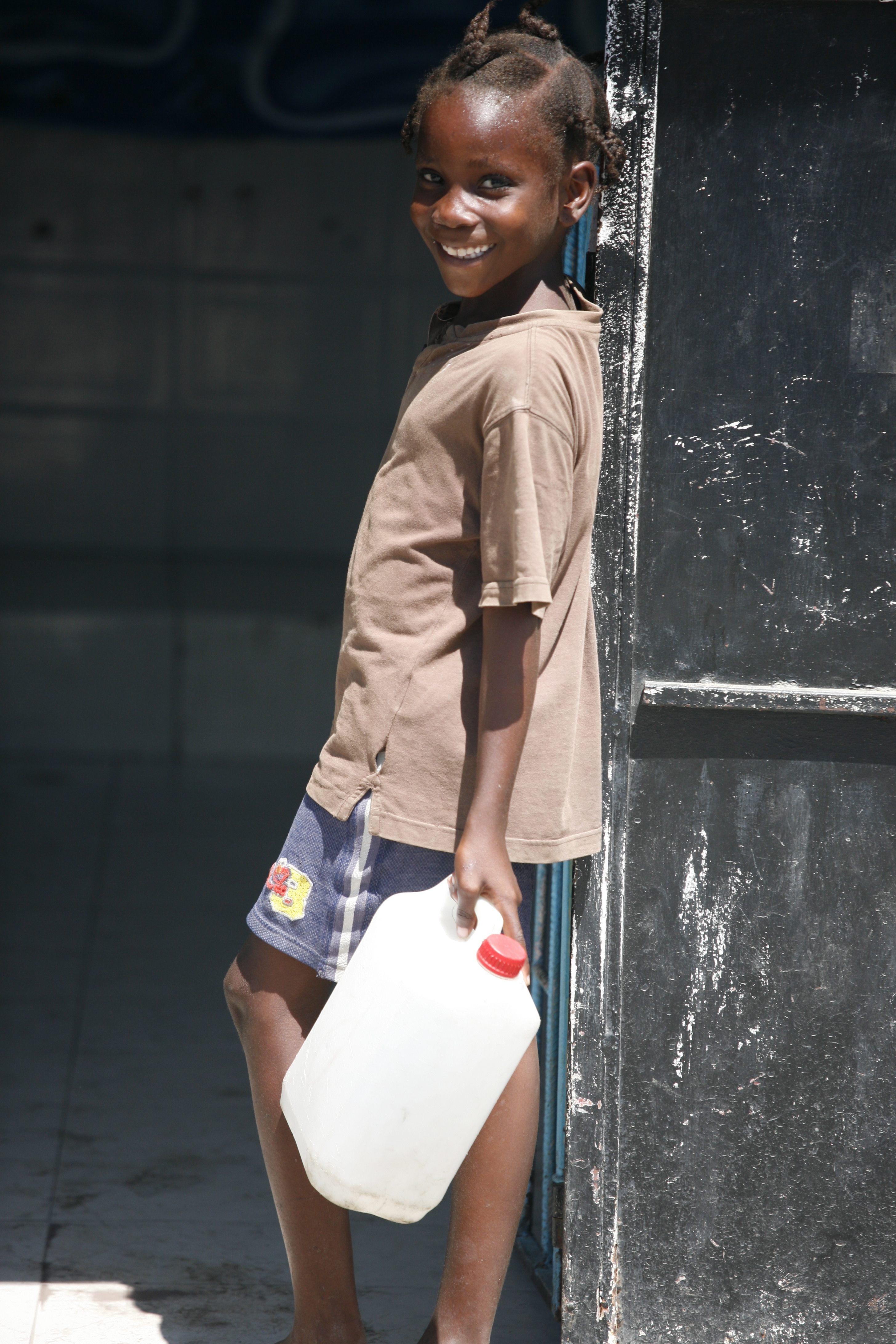

حق الحياة هو مبدأ أخلاقي يستند على الاعتقاد بأن للإنسان الحق في العيش وعدم التعرض للقتل من قبل إنسان آخر. ينشأ مفهوم الحق في الحياة خلال المناقشات حول قضايا عقوبة الإعدام والحرب والإجهاض والقتل الرحيم والقتل المبرر ورعاية الحيوان والرعاية الصحية العامة. قد يختلف العديد من الأفراد الذين يملكون وجهات نظر مؤيدة لحق الحياة على المجالات التي ينطبق عليها هذا المبدأ، مثل القضايا المدرجة سابقًا.
لم يكن هناك قبول عام خلال التاريخ البشري لمفهوم الحق في الحياة الذي يجب أن يكون فطري لجميع البشر بدلًا من منحه كامتياز من قبل الذين يملكون السلطة الاجتماعية والسياسية. كان تطور مفهوم حقوق الإنسان بشكل عام يحدث ببطء في مناطق متعددة وبطرق مختلفة ولم يستثنى الحق في الحياة من هذا التطور، وشهدت الألفية الماضية على وجه الخصوص مجموعة كبيرة من القوانين الوطنية أو الدولية مع وثائق قانونية (مثل الوثيقة العظمى والإعلان العالمي لحقوق الإنسان) تدون المُثل العليا ضمن مبادئ محددة.
يعد الحق في الحياة أهم و أول حق تحثت عليه الاتفاقية الأوروبية لحقوق الانسان، و هو حق مخول لجميع الأشخاص، مما يجعله ضروري في نظام الحقوق و الحريات الأساسية للإنسان التي تعمل هذه الإتفاقية على حمايتها و المحافظة عليها.

## الإجهاض
يستخدم مصطلح (الحق في الحياة) خلال مناقشة موضوع الإجهاض من قبل أولئك الذين يرغبون في إنهاء ممارسة الإجهاض أو على الأقل خفض عددها، وتم تقديم مصطلح الحق في الحياة في موضوع الحمل من قبل البابا بيوس الثاني عشر خلال الرسالة البابوية عام 1951.
طلب المؤتمر الوطني للأساقفة الكاثوليك (N.C.C.B) في عام 1966 من الأب جيمس ماكهو بدء مراقبة حركات التوعية ضد الإجهاض داخل الولايات المتحدة. تم تمويل لجنة الحق في الحياة (N.R.L.C) الوطنية في عام 1967 لتنسيق حملاتها الحكومية تحت رعاية المؤتمر الوطني للأساقفة الكاثوليك. اقترح قادة مينيسوتا من أجل التوجه إلى حركة غير طائفية على نطاق أوسع نموذجا تنظيميا يلغي الاشراف المباشر للمؤتمر الوطني للأساقفة الكاثوليك على لجنة الحق في الحياة. واقترحَ مدير لجنة الحق في الحياة جيمس ماكهو ومساعده التنفيذي مايكل تايلور بحلول أوائل عام 1973 خطة مختلفة لتسهيل تحرك لجنة الحق في الحياة لنيل استقلالها عن الكنيسة الكاثوليكية الرومانية.
يقول المناهضون للإجهاض بأن لدى جنين الإنسان منذ لحظة الحمل نفس الحق الاساسي في الحياة الذي يملكه البشر بعد ولادتهم. على الرغم من أن المؤيدين لحق الإنسان في الحياة يؤيدون حق النساء في الاستقلالية الجسدية، إلا أنهم يرفضون فكرة أن هذا الحق يمكّن المرأة من انتهاك الحق في الحياة قبل الولادة بقتل الجنين. بشكل عام يعتقد مؤيدو حق الإنسان في الحياة أن الإجهاض فعل غير مقبول أخلاقيًا.
يُستخدم مصطلح (حق الاختيار) ضمن مناقشات موضوع الإجهاض من قبل أنصار حقوق الإجهاض. يزعمُ العديد من المدافعين عن حقوق الناس في الإجهاض أن البشر قبل الولادة ليسوا أشخاصًا بشريين وليس لديهم نفس الحق الأساسي في الحياة كأشخاص ناضجين. وهناك حجة أخرى تتعلق بحقوق الإجهاض تقول أنَّ موضوع تمتع جنين الإنسان قبل الولادة بحق الحياة أو عدم تمتعه بذلك هو موضوع غير مهم لأن حق المرأة في السلامة الجسدية يتجاوز أي حقوق قد يمتلكها الجنين. قد يتبنى المدافعون عن (حق الاختيار) إحدى الفكرتين أو كلاهما.
بشكل عام أولئك الذين يعتبرون أنفسهم من المؤيدين لحق الاختيار هم دعاة للإجهاض القانوني. في الوقت نفسه يقول بعض المدافعين عن الإجهاض القانوني أنهم ببساطة لا يعرفون بدقة متى تبدأ حياة الجنين خلال الحمل. وقد تبنى السناتور باراك أوباما هذا الرأي في انتخابات عام 2008. ومع ذلك فقد قال بعض علماء الأحياء أن خصائص الحياة تظهر منذ المستوى الخلوي. وقد ذكر مناصرون آخرون لحق الإجهاض أنهم يملكون بعض وجهات النظر الشخصية ضد الإجهاض لكنهم لا يريدون وضع هذه المعتقدات في القانون، وقد تبنى السناتور الكاثوليكي جو بايدن هذا الرأي في انتخابات عام 2008.
قام حاكم ولاية إلينوي بروس راونر في شهر أيلول عام 2017 بتوقيع مشروع قانون (HB40) لزيادة عمليات الإجهاض المدعومة ماليًا من دافعي الضرائب للنساء اللواتي أنفقنَ التأمين الطبي أو التأمين الصحي لموظفي الدولة على الرعاية الصحية لهنّ. وقد تمت تغطية عمليات الإجهاض ماليًا من قبل في حالات الاغتصاب وعلاقات المحارم أو عندما يوجد تهديد لصحة الأم وحياتها. وسّعَ القانون نطاق تغطية التأمين الطبي ليشمل حالات أكثر من تلك الحالات المحدودة. وقدرت لجنة الحق في الحياة في ولاية إلينوي أن القانون الجديد سيؤدي إلى نحو 12000 عملية إجهاض إضافية كل عام بتكلفة تزيد على 21 مليون دولار أمريكي. استندوا في استنتاج أرقامهم على أرقام التأمين الطبي بعد أواخر سبعينات القرن العشرين، حيث كانت تجري حينها عمليات الإجهاض في ولاية إلينوي بشكل غير ممول من برنامج التأمين الطبي.

## عقوبة الإعدام
يزعم معارضو عقوبة الإعدام أنها انتهاك للحق في الحياة، في حين يقول مؤيدو العقوبة أنها ليست انتهاكًا للحق في الحياة لأن تطبيق الحق في الحياة يجب أن يتم مع مراعاة العدالة. ويعتقد المعارضون أن عقوبة الإعدام هي أسوأ انتهاك لحقوق الإنسان لأن الحق في الحياة هو الأهم، وتنتهك عقوبة الإعدام هذا الحق دون ضرورة وتسبب التعذيب النفسي للمدان. يعارض نشطاء حقوق الإنسان عقوبة الإعدام واصفين إياها بأنها «عقوبة قاسية ولا إنسانية ومهينة». وتعتبر منظمة العفو الدولية أنها «إنكار كامل لحقوق الإنسان».
تبنت الجمعية العامة للأمم المتحدة في أعوام 2007 و 2008 و 2010 و 2012 و 2014 و 2016 قرارات غير ملزمة تدعو إلى وقف تنفيذ أحكام الإعدام على مستوى العالم، بهدف إلغائها في نهاية المطاف.
في عام 2018، ألغت 142 دولة من أصل 198 دولة عقوبة الإعدام أو لم تعد تطبقها. في عام 2021، احتفظت 56 دولة بعقوبة الإعدام، وألغتها 111 دولة إلغاءً تامًا بحكم القانون بالنسبة لجميع الجرائم، وألغتها سبع دول بالنسبة للجرائم العادية (مع الإبقاء عليها في ظروف خاصة مثل جرائم الحرب) وألغتها 24 دولة في الممارسة العملية. وعلى الرغم من أن غالبية الدول قد ألغت عقوبة الإعدام، إلا أن أكثر من نصف سكان العالم يعيشون في دول أبقت على عقوبة الإعدام، بما في ذلك الهند والولايات المتحدة وإندونيسيا وباكستان وبنغلاديش واليابان وفيتنام ومصر ونيجيريا وإثيوبيا وجمهورية الكونغو الديمقراطية. وفي عام 2023، أجازت دولتان فقط من بين 38 دولة عضو في منظمة التعاون الاقتصادي والتنمية (الولايات المتحدة واليابان) عقوبة الإعدام.
لكن في عام 2018، شكلت عقوبة الإعدام خرقًا فاضحًا للقانون الدولي بسبب تسجيل العديد من الحالات بشكل علني، حيث تم تنفيذ حوالي 690 حالة إعدام، إذ سُجلت 13 حالة في إيران وحدها. ومازال العديد من المجرمين على قائمة الإعدام في كل من إيران، جنوب السودان، باكستان، والمملكة العربية السعودية. كما سُجلت في نفس السنة حالات إعدام لأشخاص يعانون من مشاكل نفسية وعقلية في اليابان، المالديف، الولايات المتحدة الأمريكية، وباكستان.
أما عن القرارات الصادرة عن الجمعية العامة للأمم المتحدة، فقد أكد القرار رقم 175/73 بشأن وقف العمل بعقوبة الإعدام لعام 2018 على أن وقف العمل بعقوبة الإعدام يسهم في احترام الكرامة الإنسانية، وتطويرها والارتقاء بها تدريجياً. كما تم التأكيد على التفاؤل المتزايد لإقدام العديد من الدول على الإلغاء الاختياري لتطبيق عقوبة الإعدام أو الحكم بها. شدد القرار على ضرورة منح الأشخاص الذين يواجهون عقوبة الإعدام إمكانية الاحتكام إلى القضاء دون تمييز.
وفي السياق نفسه، أكد التحالف الدولي لمناهضة عقوبة الإعدام على أن الحق الإنساني في الحياة هو حق أصيل لجميع البشر. يجب منع الجريمة ومعاقبة مرتكبيها في ظل الاحترام الكامل لحقوق الإنسان وكرامته. لذلك، تم اعتبار الإعدام عقوبة تصادر الحق في الحیاة، باعتباره من الحقوق الإنسانیة التي یجب أن تحترم وتصان وتوضع لها ضمانات لمنع انتهاكها، أو حتى محاولة انتهاكها تحت أي ذریعة، ولو تحت سلطة قانون الدولة. إذ إن هذا الحق من الحقوق الأساسیة المكفولة في نطاق التشریعات الوطنیة والإقلیمیة والدولیة.

## عمليات القتل خلال تطبيق القانون
أنشأت المعايير الدولية لحقوق الإنسان الخاصة بتطبيق القانون نظامًا ينص على أنَّ القانون الدولي لحقوق الإنسان إلزامي على جميع الجهات الفاعلة التابعة للدولة، وأنَّ هذه الجهات الفاعلة التابعة للدولة يجب أن تكون على علم بالمعايير الدولية لحقوق الإنسان وأن تكون قادرة على تطبيقها. إن الحق في الحياة هو حق غير قابل للمساومة يتمتع به كل إنسان على كوكب الأرض، ومع ذلك توجد حالات معينة يُطلب فيها من الجهات الفاعلة اتخاذ إجراءات عنيفة مما قد يؤدي إلى قتل المدنيين على أيدي الموظفين المكلفين بتطبيق القانون.
يتم تحديد حالات خاصة جدًا من قبل المعايير الدولية لحقوق الإنسان الخاصة بتطبيق القانون تسمح بالقتل وتلتزم بها أجهزة تطبيق القانون بعناية. إن اتخاذ أي إجراء قاتل من قبل الموظفين المكلفين بتطبيق القانون يجب أن يأتي بعد مجموعة معينة من القواعد التي تم تحديدها في قسم (استخدام القوة) من كتاب حقوق الإنسان للشرطة. إنَّ المبدأ الأساسي للكتاب الذي يخص استخدام القوة المميتة هو أنه ينبغي استخدام جميع الوسائل الأخرى ذات الطبيعة غير العنيفة اولًا، ثم يليها استخدام القوة بطريقة مناسبة. ويمكن ان يشير الاستخدام المناسب للقوة في بعض الظروف إلى استخدام القوة المميتة إذا اعتقد أحد الموظفين المكلفين بتطبيق القانون أنَّ إنهاء حياة شخص واحد قد يؤدي إلى الحفاظ على حياته أو حياة زملائه أو حياة المدنيين، تم ذكر ذلك في قسم بعنوان (الظروف المسموح فيها استخدام الأسلحة النارية) في كتاب الشرطة، كما يوضح الكتاب ايضًا في قسم (المساءلة بسبب استخدام القوة والأسلحة النارية) أن هناك معايير قاسية للمساءلة مطبقة للحفاظ على النزاهة داخل وكالات تطبيق القانون في الدولة فيما يتعلق بحقهم في استخدام القوة المميتة.
وقد حددت المؤسسات الدولية متى وأين قد يكون لدى موظفي تطبيق القانون امكانية استخدام القوة المميتة. تملك الرابطة الدولية لرؤساء الشرطة (سياسات نموذجية) تتضمن مجموعة متنوعة من المعلومات من بعض المصادر الرائدة والتي تشكل بعض أفضل الأفكار المتاحة في هذا المجال. تنصُّ إحدى هذه السياسات النموذجية على أن عناصر تطبيق القانون سوف يستخدمون قوة ضرورية بشكل معقول من أجل الوصول بتسلسل الاحداث إلى نهاية فعالة مع الاخذ بعين الاعتبار سلامة زملاءه وغيرهم من المدنيين. يمنح الموظفون المكلفون بتطبيق القانون الحق في استخدام الطرق التي توافق عليها الإدارة لتحقيق نتائج آمنة للأحداث ويتم منحهم أيضًا القدرة على استخدام بعض المعدات المخصصة لحل المشاكل التي قد تحدث حيث يُطلب منهم حماية أنفسهم أو حماية الآخرين من الأذى ومن أجل السيطرة على الأفراد المقاومين أو لإنهاء الحوادث غير القانونية بأمان. لا يوجد ما يشير إلى (ما هو ضروري بشكل معقول) ولكن تمت الإشارة إلى طريقة الرجل العقلاني لتحديد كيفية التعامل مع الاحداث. قد تم تسليط الضوء على ذلك من خلال بعض الأحداث مثل مقتل مايكل براون من قبل دارين ويلسون في فيرغسون بولاية ميسوري مما أدى إلى حالة من الفوضى العامة، وتبين أنَّ هناك ارتباكًا يحيط بقسم استخدام الأسلحة النارية الذي يحدد العملية التي يُسمح خلالها لوكلاء تطبيق القانون باستخدام الأسلحة النارية. يجب على وكيل تطبيق القانون الإعلان عن هويته وإعطاء تحذير واضح ووقت كافٍ للاستجابة بشرط ألا يؤدي ذلك الوقت إلى حدوث ضرر للوكيل أو لأحد زملائه أو للمدنيين قبل استخدام القوة المميتة بحسب بنود القانون الدولي.
في حين أن كتاب حقوق الإنسان للشرطة يحدد الظروف الأكاديمية التي قد يستخدم فيها عناصر تطبيق القانون القوة المميتة فإن الاحداث التي قامت فيها الشرطة بعمليات قتل كانت قريبة جدًا من الشروط المذكورة. يقول روزنفيلد أن هناك الكثير من الكتابات التي تعطي سببًا للاعتقاد بأن الظروف الاجتماعية لها دور أيضًا في كيفية حدوث عمليات القتل خلال تنفيذ القانون. ويذكر روزنفيلد أن العديد من الدراسات التي أُجريت تربط بين استخدام وكلاء تطبيق القانون القوة المميتة مع معدل جرائم العنف ضمن المنطقة وحجم السكان غير الأصليين والموقف الاجتماعي والاقتصادي للمجتمع. من الصعب التوصُّل إلى وصف شامل لكيفية حدوث عمليات القتل على أيدي الشرطة في ظل الاختلافات الشاسعة في الحالة الاجتماعية بين كل دولة وأخرى.
يناقش بيري بعض الظواهر في الولايات المتحدة الأمريكية والتي أصبحت متوترة للغاية ومنتشرة على نطاق واسع في أواخر عام 2014 وهي استخدام القوة المميتة من قبل ضباط الشرطة البيض ضد الرجال المدنيين السود غير المسلحين. لا يوجد نص قانوني يمنح وكلاء تطبيق القانون القدرة على استخدام القوة المميتة على حسب جنس الشخص الذي يتعاملون معه، يوجد فقط نص قانوني يسمح لهم باستعمال القوة المميتة إذا كان هناك خوف معقول على حياتهم أو حياة الآخرين. ومع ذلك أظهر تحليل عام للبيانات الفيدرالية حول موضوع إطلاق النار بشكل مميت من قبل الشرطة بين عامي 2010 و 2012 أن المدنيين الذكور ذوي البشرة السوداء كانوا أكثر عرضة للقتل بنسبة 21 ضعف على يد الشرطة من الشباب الذكور البيض. سبّب استخدام القوة المميتة من وكلاء تطبيق القانون في الولايات المتحدة شعورًا واسع الانتشار بين المواطنين الأمريكيين بأنهم غير محميين من قبل الشرطة. لقد وجد نظام العدالة في أغلب المواقف أن الوكلاء تصرفوا ضمن حدود القانون لأن تصرفات الأشخاص الذين أُطلقت عليهم النار كانت مثيرة للشكوك بشكل كاف ليخاف موظف الشرطة على حياته أو حياة زملائه أو المدنيين. حقق كوبولو في قانون ولاية كونيتيكت وقال أنَّ استخدام القوة المميتة يجب أن يُتبع بتقرير يحدد ما إذا كانت القوة المميتة ضرورية لتطبيق القانون بشكل مناسب للظروف التي جرت. كما ذكر كوبولو أنه لا يجب القيام برد فعل قاتل إلا إذا كان هناك اعتقاد معقول بأن الأحداث التي تجري يمكن أن تؤدي في الواقع إلى خطر الموت أو الأذى الجسدي الخطير.

## الأخلاق والحق في الحياة
يقول بعض علماء الأخلاقيات في الفلسفة النفعية بأن (الحق في الحياة) يعتمد على ظروف أخرى غير مجرد أن ينتمي الشخص للجنس البشري. ويُعتبر الفيلسوف بيتر سينغر من أبرز مؤيدي هذه الحجة. يعتمد الحق في الحياة بالنسبة إلى سينغر على قدرة الفرد للتخطيط وتوقع مستقبله. ويشمل هذا المفهوم الحيوانات غير البشرية مثل القرود العليا الأخرى، ولكن بما أن الأجنّة والرضّع يفتقرون إلى ذلك فهو يقول أنَّ الإجهاض وقتل الأطفال دون ألم والقتل الرحيم يمكن أن تكون أفعال مبررة (ولكنها ليست إلزامية) في بعض الظروف الخاصة، على سبيل المثال في حالة رضيع معاق ستكون حياته معاناة، أو إذا كان والداه غير راغبين في بتربيته ولا يرغب أحد في تبنيه. وقد قال علماء الأخلاقيات البيولوجية المختصون بدراسة حقوق المعاقين والعجّز أن نظرية سينغر تعتمد على مفاهيم نظرية التمييز ضد المعاقين.

## القتل الرحيم

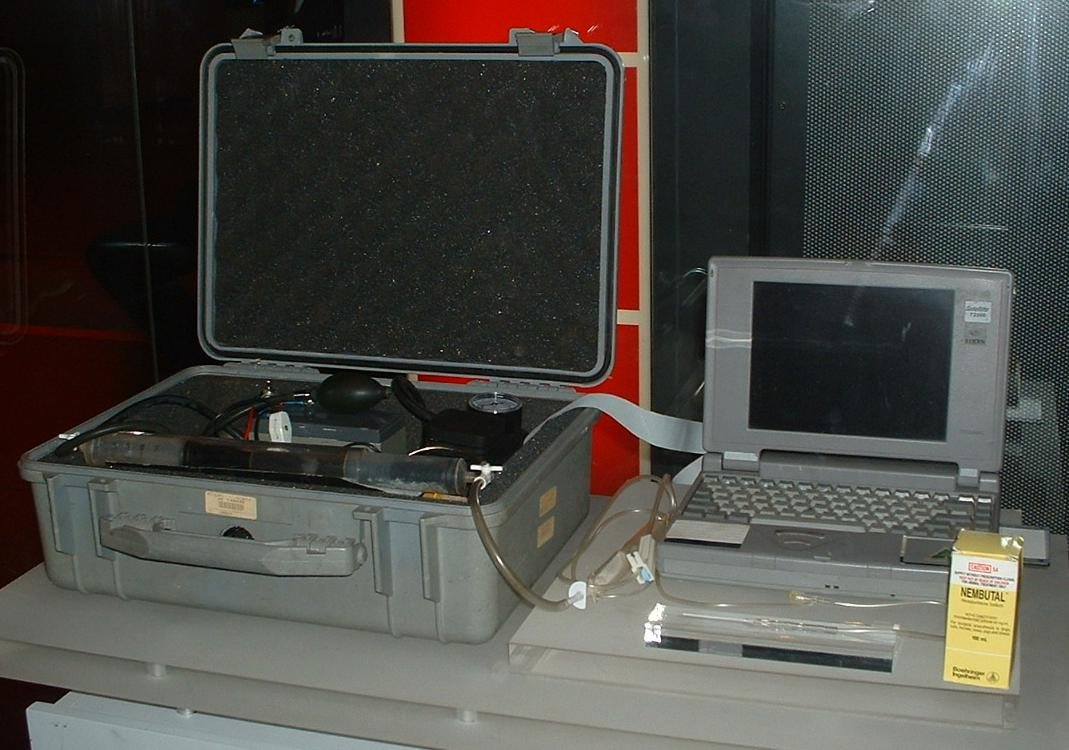
جهاز الموت الرحيم من اختراع الطبيب الأسترالي فيليب نيتشكه.

يطلق على حق الشخص في اتخاذ قرار إنهاء حياته من خلال القتل الرحيم اسم «الحق في الاختيار»، بينما يُشار عادة إلى الأشخاص الذين يعارضون إضفاء الصفة القانونية لذلك اسم «مؤيدو الحق في الحياة». دافعت الاتفاقية الأوروبية لحقوق الإنسان عن إمكانية  وجود  "الحق في الموت"   و هذا من خلال تطبيق القتل الرحيم و منح الفرد الحق في اختيار أسلوب تطبيق هذا النوع من القتل، كون هذا الأخير أحد أجزاء الحق في الحياة.